# Müllenbach (Adenau)
Pour les articles homonymes, voir Müllenbach.
Müllenbach est une municipalité allemande située dans le land de Rhénanie-Palatinat et l'arrondissement d'Ahrweiler.

## Histoire
Le village est mentionné pour la première fois dans un document sous le nom de "Mohlenbach" en 1398, mais les vestiges d'une maison de campagne romaine, qui pourrait remonter au IIe ou IIIe siècle, indiquent un premier établissement environ mille ans plus tôt. Le village actuel s'est probablement développé en même temps que les fermes d'origine.
La communauté locale actuelle s'est probablement développée à partir des quatre fermes d'origine. Müllenbach a appartenu aux seigneurs de Daun jusqu'en 1427, puis a été acheté par les Kurtrier, qui l'ont conservé jusqu'à la fin du XVIIIe siècle. Le village dépendait de l'administration et de la cour du bureau de Daun. Le monastère de Maximin à Trèves avait des droits fonciers. Sur le plan ecclésiastique, l'ensemble de l'Amt Daun, et donc Müllenbach, appartenait à l'archevêché de Cologne. Au XVIIe siècle, les droits fonciers ont été rachetés par les fermiers du village, ce qui a mis fin à la relation féodale avec l'abbaye de Maximin, les habitants de Müllenbach devenant des fermiers libres. Le code municipal conservé de 1754 comprenait 42 articles et un maire était élu chaque année.

## Source
- (de) Cet article est partiellement ou en totalité issu de l’article de Wikipédia en allemand intitulé « Müllenbach (bei Adenau) » (voir la liste des auteurs).